# 幸福的旁邊 (電影)
《幸福的旁邊》是香港電台2011年的電視節目，為《女人多自在4》十集其中一個單元，曾於第35屆香港國際電影節上映，是《香港電影面面觀》環節其中一部電影。

## 劇情
故事講述一個關於女性拒絕被社會定型的故事。結婚仍是很多女孩子夢寐以求的事。「25歲買樓結婚，26歲生孩子，把孩子送到國外上大學，45歲把房子供完」之類的人生計劃，還是有很多情侶，真的在努力地執行著啊！這樣固然是女性的一個選擇，卻不應該是唯一的選擇。而衹要女性掌握自己的選擇，不被主流牽著鼻子走，女性的社會角色、形象才不會被疆化、定形。
一日，女主角（楊淇飾演楊美玲）遇上比自己年輕的男主角（盧鎮業飾演何彥君），對方主張活在當下，重視夢想多於物質生活的迥異價值觀，令女主角感不敢付託終生。二人發生一夜情，而「未婚懷孕」引發的不安和壓力，蓋過孕育新生命的喜悅，令她不敢承擔，甚至選擇墮胎；但隨著與男主角的相處，愛情滋長，感受對方對自己和新生命的付出和關注，即使在男主角經濟能力不足及姊弟戀的社會壓力下，女主角最終仍能衝出這「幸福標準」的枷鎖，重掌自己的選擇，不至被主流「嫁個有錢人」的價值觀所蒙蔽。

## 版本分別
《電視版》為45分鐘。
《電影版》為54分鐘。

## 資料來源
- 女人多自在4‧幸福的旁邊 香港電台特備網頁
- 《幸福的旁邊》的Facebook專頁
- 開眼電影網上《幸福的旁邊》的資料（繁體中文）
- YouTube上的《幸福的旁邊》
- 豆瓣电影上《幸福的旁邊》的資料 （简体中文）
- 豆瓣电影上《女人多自在》的資料 （简体中文）